# VfL Bochum
 (juin 2022).
Si vous disposez d'ouvrages ou d'articles de référence ou si vous connaissez des sites web de qualité traitant du thème abordé ici, merci de compléter l'article en donnant les références utiles à sa vérifiabilité et en les liant à la section « Notes et références ».
Maillots
Actualités
Le VfL Bochum est un club de football allemand basé à Bochum.

## Repères historiques
- 1848 : appel pour la fondation d’un club de gymnastique à Bochum
- 1849 : fondation du Turnverein Bochum (club de gymnastique), un des premiers clubs sportifs de la région
- 1906 : fondation du Fußballklub 06, le premier club de football de la ville
- 1938 : fondation du VfL Bochum par les fusions du TuS 1908, du SV Germania 1906 Bochum et du Turnverein Bochum
- 1968 : le VfL Bochum est finaliste de la Coupe d’Allemagne (défaite 1-4 contre le 1. FC Cologne)
- 1971 : 1re participation en Bundesliga (saison 1971/1972)
- 1988 : 2e participation en finale de la Coupe d’Allemagne (défaite 0-1 contre l'Eintracht Frankfurt)
- 1993 : relégation en 2. Bundesliga  après 22 années passées en première division
- 1994 : remontée en Bundesliga
- 1995 : relégation en 2. Bundesliga
- 1996 : remontée en Bundesliga
- 1997 : 1re participation à une coupe d'Europe (C3), saison 1997/1998, victoires contre Trabzonspor et le FC Bruges, défaite contre l'Ajax Amsterdam
- 1999 : relégation en 2. Bundesliga
- 2000 : remontée en Bundesliga
- 2001 : relégation en 2. Bundesliga
- 2002 : remontée en Bundesliga
- 2004 : 2e participation à une coupe d'Europe (C3), saison 2004/2005, éliminé par le Standard de Liège
- 2005 : relégation en 2. Bundesliga
- 2006 : cinquième remontée directe en Bundesliga 1 ; record dans le football allemand
- 2010 : relégation en 2. Bundesliga
- 2020 : champion du classement virtuel post pause Covid-19
- 2021 : remontée en Bundesliga après onze ans d'absence
- 2025 : relégation en 2. Bundesliga

## Histoire

### Fondation jusqu'à la seconde guerre mondiale
VfL Bochum est l'une des plus anciennes organisations sportives au monde, revendiquant une date d'origine du 26 juillet 1848 lorsqu'un article du Märkischer Sprecher - un journal local - appelait à la création d'un club de gymnastique. Le Turnverein zu Bochum a été officiellement créé le 18 février 1849. Le club est interdit le 28 décembre 1852 pour des raisons politiques, puis rétabli le 19 juin 1860. Le club est renommé en mai 1904 sous le nom de Turnverein zu Bochum 1848 et forme une section football le 31 janvier 1911. Le 1er avril 1919, le club fusionne avec Spiel und Sport 08 Bochum pour former Turn- und Sportverein Bochum 1848. Le 1er février 1924, les deux clubs issus de la fusion précédente se sont scindés en deux départements : Bochumer Turnverein 1848 (gymnastique) et Turn- und Sportverein Bochum 1908 (football, athlétisme, handball, hockey et tennis).
Bochumer Turnverein 1848 est forcé par le régime nazi de fusionner avec Turn- und Sport Bochum 1908 et Sportverein Germania Vorwärts Bochum 1906 pour créer le club actuel VfL Bochum le 14 avril 1938. Après la fusion, VfL Bochum continue à jouer en première division Gauliga Westfalen.
Au fur et à mesure de la Seconde Guerre mondiale, le jeu dans toute l'Allemagne devient de plus en plus difficile en raison des pénuries de joueurs, des problèmes de voyage et des dégâts causés aux terrains de football par les bombardements alliés. VfL est devenu partie intégrante de la Kriegsspielgemeinschaft VfL 1848/Preußen Bochum aux côtés de Preußen 07 Bochum avant de refaire surface en tant que côté séparé après la guerre. Bien qu'ils aient eu la malchance de jouer dans la même division que Schalke 04, qui était l'équipe dominante de l'époque. Le meilleur résultat de VfL était donc une lointaine deuxième place en 1938-39.

### Après-guerre puis entrée en Bundesliga
Après la Seconde Guerre mondiale, la section de football reprend le jeu comme club indépendant " VfL Bochum 1848" et joue sa première saison en deuxième division 2. Oberliga West en 1949, tandis que Preußen Bochum passe au niveau amateur inférieur. VfL conquis le titre de la division en 1953 pour accéder à l'Oberliga West pour une seule saison. Ils regagnent en 1956 et retournent en première division jusqu'à ce qu'ils soient relégués après la saison 1960-61.
Avec la création de la Bundesliga, la nouvelle ligue professionnelle allemande, VfL se retrouve en 1963 en troisième division de l'Amateurliga Westfalen. Une première place en 1965 leur a permis d'accéder à la Regionalliga West (II), d'où ils commencent à grimper régulièrement dans le classement de la Bundesliga en 1971. Au cours de cette ascension, Bochum arrive en finale de la DFB-Pokal 1967-68, où ils perdent 1-4 contre le 1. FC Cologne.
Bochum développe une réputation de ténacité sur le terrain dans une série de 20 saisons en première division. Le club a fait une nouvelle apparition en finale de la DFB-Pokal en 1988, perdant 0-1 contre l'Eintracht Frankfurt. Relégué après une 16e place lors de la saison 1992-93, l'équipe est devenue un "yo-yo club" classique, rebondissant de haut en bas entre la Bundesliga et 2. Bundesliga. Les meilleurs résultats du club en Bundesliga sont relativement récents, puisqu'il a terminé cinquième en 1996-97 et 2003-04, ce qui lui a permis de participer à la Coupe de l'UEFA. En 1997, ils atteignent le troisième tour, où ils sont éliminés par l'Ajax Amsterdam, mais en 2004, ils quittent la compétition très tôt en raison de la règle des buts inscrits à l'extérieur (0-0 et 1-1) contre le Standard de Liège.

### Actuellement
Aujourd'hui, le club sportif compte 22 000 membres.
D'autres sections font maintenant partie de l'association : athlétisme, badminton, basket-ball, danse, escrime, gymnastique, handball, hockey, natation, tennis de table, tennis et volley-ball.
Après onze ans en 2. Bundesliga, le club remporte ce championnat en 2021 sous la direction du capitaine Anthony Losilla et est finalement promu en Bundesliga.

## Palmarès
- Coupe d'Allemagne
  - Finaliste : 1968 et 1988
- Championnat d'Allemagne de D2 (4)
  - Champion : 1994, 1996, 2006 et 2021
  - Vice-champion : 2000

## Joueurs et personnalités du club

### Effectif professionnel actuel
En grisé, les sélections de joueurs internationaux chez les jeunes mais n'ayant jamais été appelés aux échelons supérieurs une fois l'âge-limite dépassé ou les joueurs ayant pris leur retraite internationale.

### Staff
| Nom                  | Nationalité | Fonction               |
| -------------------- | ----------- | ---------------------- |
| Dieter Hecking       |             | Entraineur             |
| Jan Fießer           |             | Entraineur Adj.        |
| Frank Heinemann      |             | Entraineur Adj.        |
| Peter Greiber        |             | Entraineur de gardiens |
| Lucas Kern           |             | Entraîneur Athlétique  |
| Benedikt Oppenhäuser |             | Entraîneur Athlétique  |
| Marius Kirmse        |             | Entraîneur Rééducation |

### Entraîneurs
- Hermann Eppenhoff (1967-1972)
- Heinz Höher (1972-1979)
- Helmuth Johannsen (1979-1981)
- Rolf Schafstall (1981-1986)
- Hermann Gerland (1986-1988)
- Franz-Josef Tenhagen (1988-1989)
- Reinhard Saftig (1989-1991)
- Rolf Schafstall (1991)
- Holger Osieck (1991-1992)
- Jürgen Gelsdorf (1992-1994)
- Klaus Toppmöller (1994-1999)
- Ernst Middendorp (1999)
- Bernard Dietz (1999)
- Ralf Zumdick (1999-2001)
- Rolf Schafstall (2001)
- Bernard Dietz (2001)
- Peter Neururer (2001-2005)
- Marcel Koller (2005-2009)
- Frank Heinemann (2009)
- Heiko Herrlich (2009-2010)
- Dariusz Wosz (2010)
- Friedhelm Funkel (2010-2011)
- Andreas Bergmann (2011-2012)
- Karsten Neitzel (2012-2013)
- Peter Neururer (2013-2014)
- Frank Heinemann (2014)
- Gertjan Verbeek (2015-2017)
- Ismail Atalan (2017)
- Jens Rasjewski (2017-2018)
- Heiko Butscher (2018)
- Robin Dutt (2018-2019)
- Thomas Reis (septembre 2019 - septembre 2022)
- Heiko Butscher (septembre 2022)
- Thomas Letsch (septembre 2022 - avril 2024)
- Heiko Butscher (avril 2024-juin 2024)
- Peter Zeidler (juin 2024-octobre 2024)
- Dieter Hecking (depuis novembre 2024)

### Joueurs emblématiques
- Stefan Kuntz, ancien joueur de l’équipe nationale allemande, Champion d’Europe 1996. Il commença sa carrière professionnelle à Bochum (1983-1986). Entre 2006 et 2008 il était directeur sportif du VfL. 120 matches, 47 buts pour Bochum.
- Thomas Christiansen, meilleur buteur de la Bundesliga en 2003, ancien joueur de l’équipe nationale espagnole, d'origine danoise, qui a joué à Bochum entre 2001 et 2003.
- Theofánis Gekas, meilleur buteur de la Bundesliga en 2007, joueur de l’équipe nationale de Grèce, qui a joué à Bochum entre 2006 et 2007.
- Hermann Gerland, il a effectué la totalité de sa carrière de joueur dans le club de VfL Bochum de 1972 à 1984. Défenseur, il marque 4 buts en 203 apparitions dans la Bundesliga. Entraîneur du VfL de 1988 à 1990. Entraîneur adjoint emblématique du Bayern Munich.
- Michael Lameck, mieux connu sous le nom Ata, 518 matches (détenteur du record à Bochum), 38 buts à Bochum entre 1973-1989.
- Dariusz Wosz, ancien joueur de l’équipe nationale allemande; a joué pour le VfL entre 1991 et 1998. Après son retour de Berlin en 2001, il fut capitaine de l'équipe entre 2002 jusqu'à la fin de sa carrière en 2006.
- Marcel Maltritz, ou "Magic Malte", ancien joueur de l'équipe nationale de l'Allemagne des -21, a joué pour Bochum entre 2004 et 2014 (282 matchs, 17 buts). Il a marqué le dernier but du VfL lors d'un match de la ligue d'Europe.
- Anthony Losilla, capitaine des "CAMPIONES 2021".
- Patrick Fabian, 20 ans de carrière dans son club entre 2000 et 2020.
- Christoph Kramer, champion du monde avec la Mannschaft en 2014, a joué pour Bochum entre 2011 et 2013. Après avoir quitté le club il a gardé un abonnement au Ruhrstadion pour voir les matchs de son ancienne équipe.
- Rein van Duijnhoven, gardien entre 1999 et 2006, considéré comme un des meilleurs gardiens de la Bundesliga pendant plusieurs saisons.
- Anthar Yahia, ex-capitaine de l'équipe nationale d'Algérie, 127 matches, 7 buts pour Bochum entre 2007 et 2011.
- Paul Freier, ancien joueur de l'équipe nationale de l'Allemagne, a joué pour Bochum entre 1999 et 2004 et entre 2008 et 2014.
- Felix Bastians, né et formé à Bochum avant d'y retourner en 2013. A malheureusement quitté le club début 2018 à la suite de « l'affaire Hochstätter » : ce manager n'avait pas pris en compte une intolérance alimentaire du capitaine de l'équipe. Peu après le départ de Bastians, Hochstätter a finalement été remercié.
- Christian Fuchs, international autrichien et vainqueur de la Premier Ligue 2016, 53 matches, 6 buts pour Bochum entre 2008 et 2010.
- Stanislav Šesták, joueur de l'équipe nationale slovaque, a joué pour Bochum entre 2007 et 2010 avant de revenir au club pour la saison 2014/15.
- Frank Fahrenhorst, ancien joueur de l'équipe nationale de l'Allemagne, a joué pour Bochum entre 1996 et 2004.
- Franz-Josef Tenhagen, ancien joueur de l'équipe nationale de l'Allemagne, 306 matches, 20 buts à Bochum entre 1973-1981 et 1984-1988. Entraîneur de Bochum 1988-1989.
- Yıldıray Baştürk, ancien joueur de l’équipe nationale turque, il commença sa carrière à Bochum (1997-2001). 74 matches et 6 buts à Bochum.
- Leon Goretzka, vainqueur de la Ligue des Champions 2020, a été formé à Bochum entre 2001 et 2013.
- İlkay Gündoğan, ancien milieu de terrain de l'équipe nationale de l'Allemagne, a été formé à Bochum entre 2005 et 2008.
- Klaus Fischer, ancien attaquant de l’équipe nationale allemande, Vice-Champion du Monde 1982. Il a fini sa carrière à Bochum (1984-1988). 84 matches et 27 buts avec Bochum.
- Patrick Guillou, qui a joué pour Bochum entre 1990 et 1993.
- Vahid Hashemian, ancien joueur de l'équipe nationale d'Iran, il a joué à Bochum de 2001 à 2005 avant d'être transféré au Bayern Munich et Hanovre 96. Hashemian est retourné à Bochum de 2008 à 2010.
- Sunday Oliseh, ancien joueur de l'équipe nationale de Nigeria; a joué pour Bochum entre 2002 et 2004, a été suspendu en mars 2004 après un coup de tête contre son coéquipier Vahid Hashemian.
- Raymond Kalla, ancien joueur de l'équipe nationale de Cameroun, a joué pour Bochum entre 2002 et 2005.
- Tomasz Zdebel, ancien joueur de l’équipe nationale polonaise; a joué pour le VfL entre 2003 et 2009.
- Marc Pfertzel, qui a joué pour Bochum entre 2007 et 2011.
- Joël Epalle, ancien joueur de l'équipe nationale de Cameroun, a joué pour Bochum entre 2007 et 2010.
- Shinji Ono, international japonais, élu meilleur joueur d'Asie en 2002; a joué pour Bochum entre 2008 et 2009.
- Jong Tae-se, international nord-coréen, a joué pour Bochum entre 2010 et 2012.